# Stachel-Segge
Die Stachel-Segge (Carex spicata), auch Korkfrüchtige Segge, Dichtährige Stachel-Segge oder Dichtährige Segge genannt, ist eine Pflanzenart aus der Gattung Seggen (Carex) innerhalb der Familie der Sauergrasgewächse (Cyperaceae). Sie ist von Europa bis Westasien und Nordafrika verbreitet.

## Beschreibung

### Vegetative Merkmale
Die Stachel-Segge ist eine ausdauernde krautige Pflanze und erreicht Wuchshöhen von 20 bis 60 Zentimetern. Die Rinde älterer Wurzeln ist beim Ankratzen dunkelviolett. Die Stachel-Segge bildet keine Ausläufer und wächst in kleinen bis mittelgroßen Horsten. Die unteren Blattscheiden sind violettrot oder violett gefleckt. Der meist starr aufrechte Halm ist auch im unteren Teil deutlich dreikantig geformt und schwach rau. Die Laubblattblätter sind 2 bis 4 Millimeter breit, glatt oder schwach rau und meist gelblich-grün. Der Bogen des leicht zerreißenden Blatthäutchenansatzes ist deutlich höher als breit.

### Generative Merkmale
Die Blütezeit liegt vorwiegend im Mai und Juni. Die Stachel-Segge ist einhäusig (monözisch) getrenntgeschlechtig. Die drei bis zehn Ährchen stehen mehr oder weniger dicht in einem 2 bis 3 Zentimeter langen gleichährigen Blütenstand beieinander. Die Ährchen sind oval und spreizen sich zur Fruchtzeit durch die abstehenden Fruchtschläuche stark ab. Das unterste Ährchen kann von den anderen etwas abgerückt sein. Die Spelzen sind oval bis lanzettlich, bleich bis braun-grün gefärbt und grünlich gekielt. Die zweinarbigen Fruchtschläuche sind 4,5 bis 5,5 Millimeter lang und etwa 2,5 Millimeter breit. Sie sind zunächst grün, später gelbbraun gefärbt und sind allmählich in den ziemlich langen Schnabel verschmälert. Im unteren Drittel ist der Schlauch mit einem schwammigen, korkartigen Gewebe ausgefüllt. Bei reifen Früchten ist dieser Bereich durch eine Querrille vom restlichen Teil des Schlauchs abgetrennt.
Die Chromosomenzahl beträgt 2n = 58, seltener 52 oder 56.

Stachel-Segge
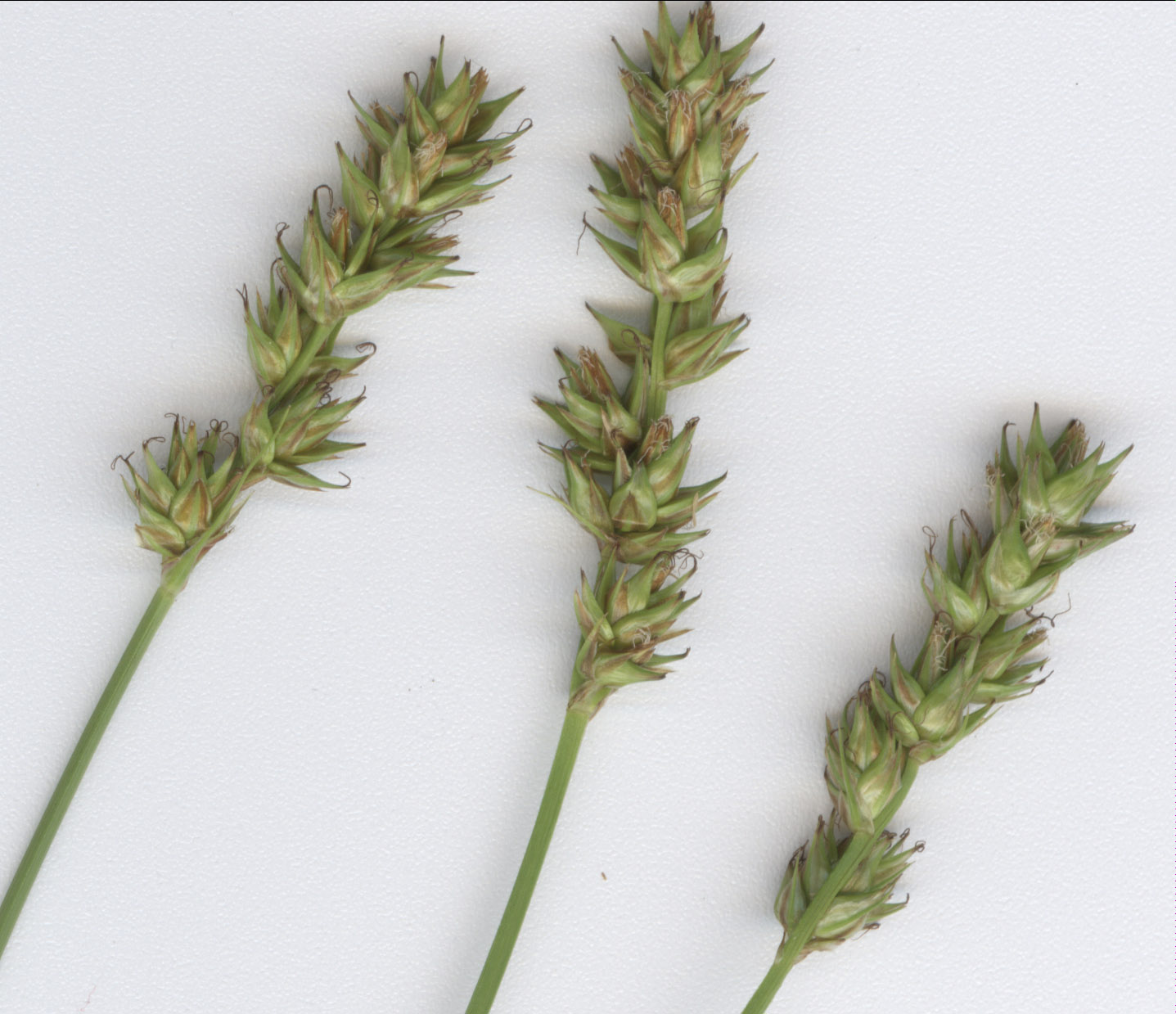
Fruchtstand
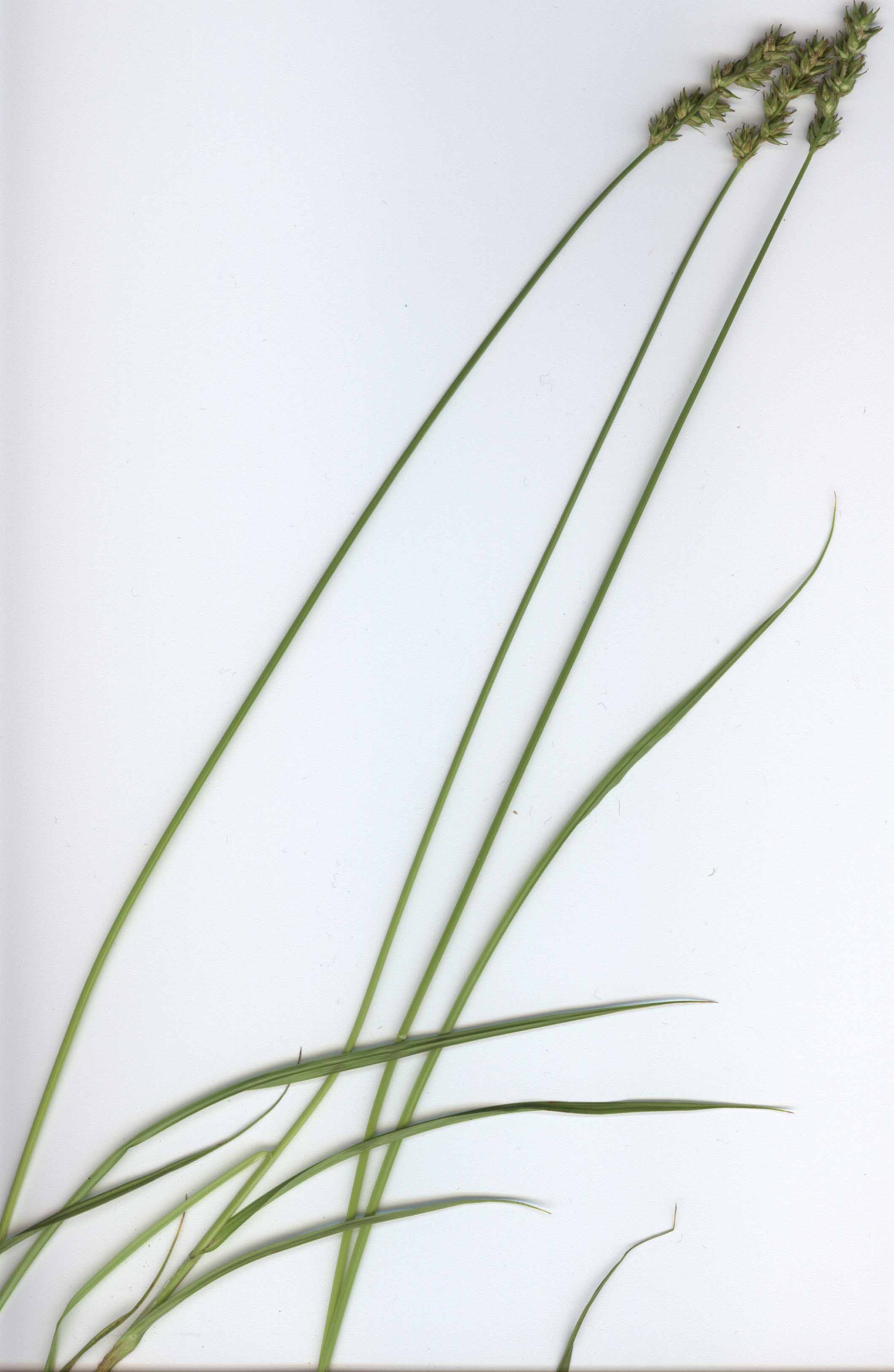
Blütenstandsschaft und Blütenstand
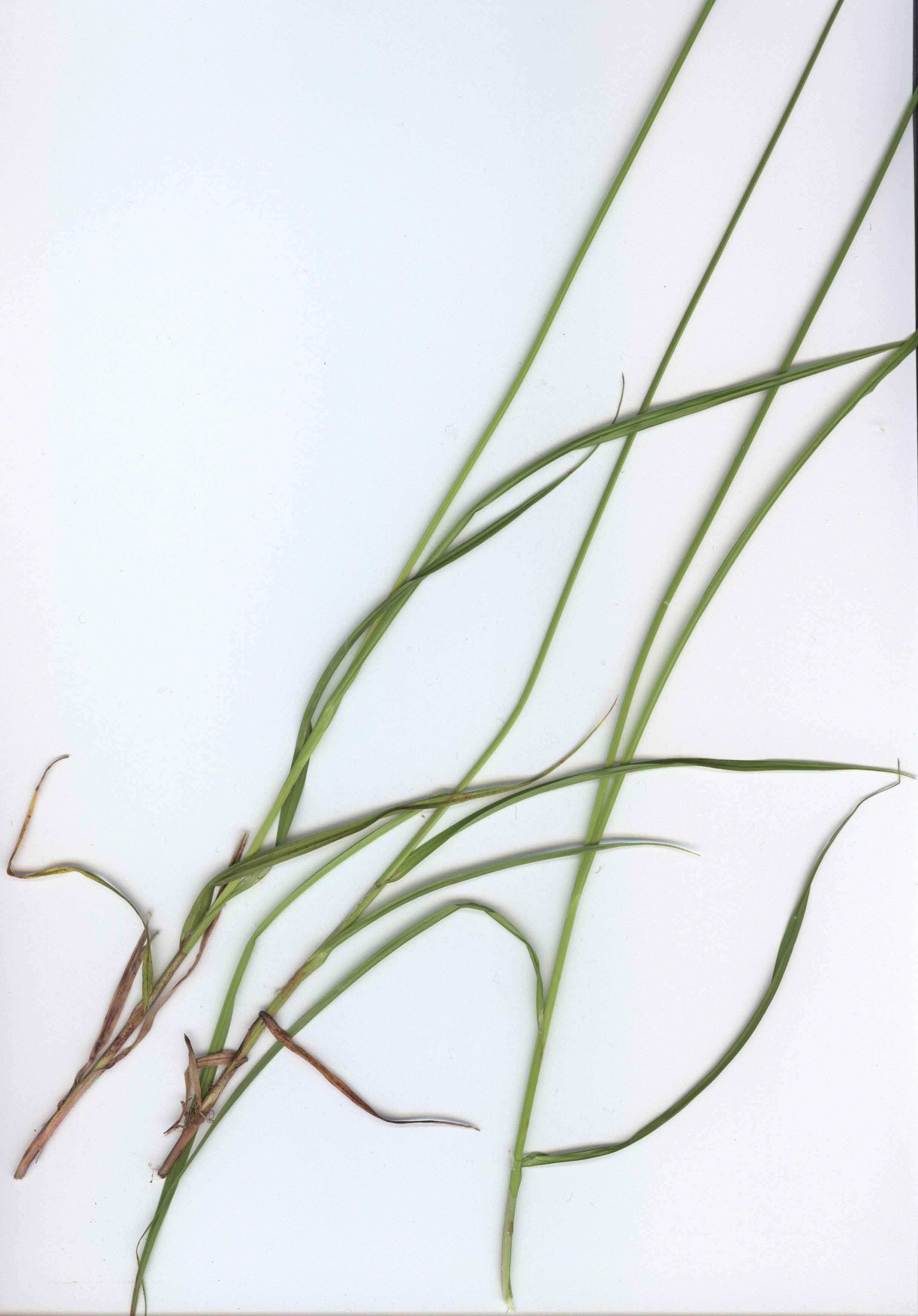
Stängelgrund
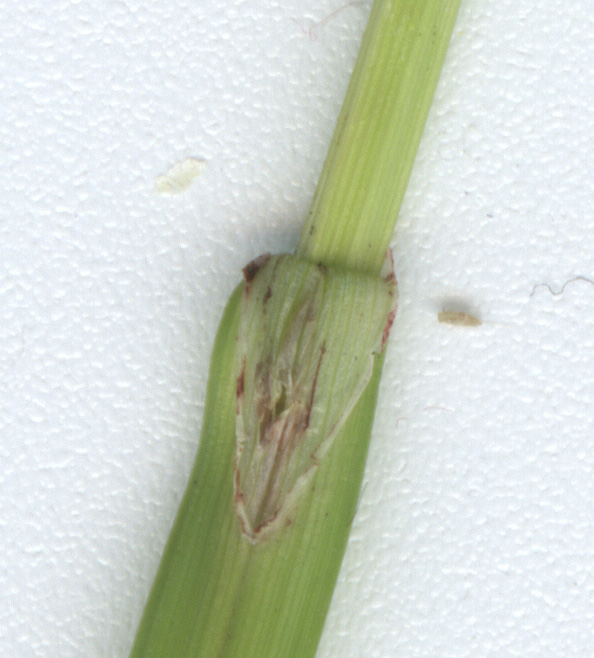
Blatthäutchen
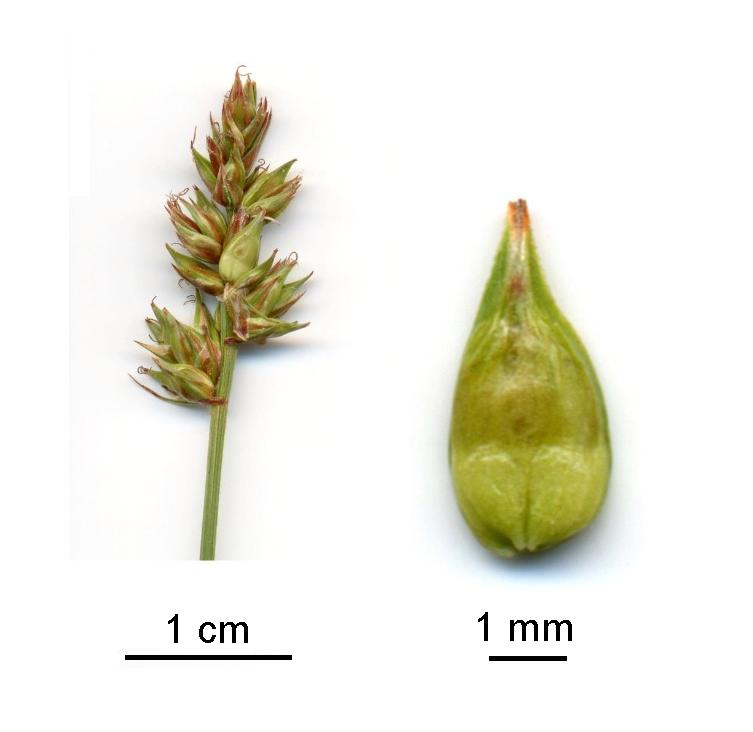
Ähre sowie einzelner Fruchtschlauch (unreif)

## Ähnliche Arten
Von den sehr ähnlichen Arten Sparrige Segge (Carex muricata) sowie Pairas Segge (Carex pairae) unterscheidet sich die Stachel-Segge durch den deutlich höheren Blatthäutchenbogen sowie die schwammig korkigen Fruchtschläuche.

## Vorkommen
Carex spicata ist von Europa bis Westasien und Nordafrika verbreitet. Die Stachelsegge kommt in Europa in fast allen Ländern vor und fehlt nur in Island, Belarus, Bosnien-Herzegowina und Nordmazedonien.  Östlich dringt sie bis zum Altai vor. Sie ist in Nordamerika ein Neophyt. Im mitteleuropäischen Tiefland ist sie selten; insgesamt kommt sie in Mitteleuropa zerstreut vor. In Deutschland, Österreich und der Schweiz kommt die Stachel-Segge zerstreut bis ziemlich verbreitet vor.
Die Stachel-Segge besiedelt in Mitteleuropa Wegränder, Laubwäldern und Gebüsche. Sie steigt in Mitteleuropa in Bayern bis in Höhenlagen von etwa 1400 Metern vor, in den Alpen sonst bis 2000 Meter. Sie erträgt mäßig hohe Konzentrationen an Stickstoff. Sie gedeiht am besten auf nährstoffreichen, mäßig frischen, mäßig sauren, humosen, oft steinigen oder sandigen und lehmigen Böden.
Die ökologischen Zeigerwerte nach Landolt et al. 2010 sind in der Schweiz: Feuchtezahl F = 3w+ (mäßig feucht aber stark wechselnd), Lichtzahl L = 4 (hell), Reaktionszahl R = 3 (schwach sauer bis neutral), Temperaturzahl T = 3+ (unter-montan bis ober-kollin), Nährstoffzahl N = 4 (nährstoffreich), Kontinentalitätszahl K = 3 (subozeanisch bis subkontinental).

## Taxonomie und Systematik
Die Stachel-Segge wurde zwar 1753 von Carl von Linné in Species Plantarum, Band II, S. 974 als Carex muricata erstbeschrieben, doch wurde dieser Name zu oft in verschiedenem Sinne verwendet, das er am besten zu verwerfen ist. Der Name wird aber wieder verwendet.
Die hier verwendete gültige Beschreibung als Carex spicata erfolgte 1762 durch William Hudson in Flora anglica, S. 349.
Je nach Autor gibt es von Carex spicata etwa zwei Unterarten:
- Carex spicata subsp. andresii Molina Gonz., Acedo & Llamas: Diese 2008 erstbeschriebene Unterart kommt in Portugal und Spanien vor.[8] Sie wird aber von Euro+Med als Synonym zu Carex spicata gestellt.[7]
- Carex spicata Huds. subsp. spicata: Sie kommt in Algerien, Europa, Westasien und im Altai vor.[8]